# Maxhütte-Haidhof
Maxhütte-Haidhof är en stad i Landkreis Schwandorf i Regierungsbezirk Oberpfalz i förbundslandet Bayern i Tyskland.